# Vreća za spavanje
Vreća za spavanje je zaštitna vreća u kojoj osoba može spavati. Osnovna svrha vreće je osigurati toplinsku izolaciju i zaštitu od vjetra i oborina. Osnovni dio vreće za spavanje je uglavnom napravljen tako da ublažava neravnine na podlozi, iako je za tu svrhu bolje koristiti neku spužvu, kakve se proizvode upravo za potrebe spavanja.
U usporedbi sa šatorom, vreća za spavanje je daleko kompaktnija i jednostavnija za prenošenje, no šator je daleko udobniji i prostraniji. Vreću i šator je moguće koristiti i u kombinaciji.